# Eunidia flavoornata
Eunidia flavoornata là một loài bọ cánh cứng trong họ Cerambycidae.